# Сельва (Вармінсько-Мазурське воєводство)
Сельва (пол. Selwa, нім. Sellwa) — село в Польщі, у гміні Ольштинек Ольштинського повіту Вармінсько-Мазурського воєводства.
У 1975-1998 роках село належало до Ольштинського воєводства.